# Saved by the Bell (televisieserie)
Saved by the Bell is een Amerikaanse sitcom, oorspronkelijk uitgezonden door NBC en geproduceerd door NBC Productions en Peter Engel Productions. In de Verenigde Staten kwam de eerste aflevering Dancing to the Max op 20 augustus 1989 op de televisie. De laatste aflevering Graduation werd in de Verenigde Staten op 22 mei 1993 uitgezonden.

## De serie
Saved by the Bell gaat over een vriendengroep op de middelbare school Bayside High. Ze beleefden hier veel avonturen, waarin hun directeur, Richard Belding (Dennis Haskins), vaak betrokken werd. De vriendengroep bestond uit Zack Morris (Mark-Paul Gosselaar), A.C. Slater (Mario Lopez), Samuel "Screech" Powers (Dustin Diamond), Kelly Kapowski (Tiffani-Amber Thiessen), Jessie Spano (Elizabeth Berkley) en Lisa Turtle (Lark Voorhies).
In het laatste seizoen werd Leanna Creel geïntroduceerd als Tori Scott, nadat Thiessen en Berkley geen heil zagen in elf extra afleveringen voor de laatste reeks. De productie was namelijk al afgerond, inclusief de laatste aflevering en de televisiefilm Saved by the Bell: Hawaiian Style (1992). De afwezigheid van Kelly en Jessie werd in de verhaallijn niet uitgelegd. Ook in de afleveringen met Kelly en Jessie werd Tori nooit genoemd.

## Culturele impact
Hoewel Saved by the Bell een jeugdserie is, bevatte het vaak onderwerpen waar ook echte tieners mee moesten omgaan, zoals drugsgebruik, rijden onder invloed, dakloos zijn, financiële problemen, scheiding, liefdesproblemen, het schooldiploma halen, pesterijen, de dood en verantwoordelijkheid nemen.
De serie werd een groot succes en enorm populair, ondanks verschillende slechte kritieken. Op het hoogtepunt van de serie maakten de acteurs verscheidene tournees langs winkelcentra om handtekeningen te geven aan fans. NBC zond de serie op zaterdagochtend uit. Normaliter werden er toen tekenfilms uitgezonden. Door de populariteit van de serie werden er meer series gemaakt door het netwerk waarin het draaide om tieners, zoals California Dreams en Hang Time.

## Afleveringen
Zie: Lijst van afleveringen van Saved by the Bell
Een aantal afleveringen van Saved by the Bell werd in het verkeerde seizoen uitgezonden.
Close Encounters of the Nerd Kind (seizoen 2), The Babysitters (seizoen 2), Screech's Birthday (seizoen 4), Slater's Friend (seizoen 4) behoren tot seizoen 1. The Video Yearbook (seizoen 4) en Snow White and the Seven Dorks (seizoen 4) behoren tot seizoen 2.

## Saved by the bellin Nederland
De serie werd in Nederland door RTL 4 (1992-1994), Nickelodeon (2003-2005, 2010) en TeenNick (2011-2015) uitgezonden. In Nederland is de serie niet op dvd verschenen. Hoewel de televisieserie uit vier seizoenen bestaat is bij de dvd-uitgave in Amerika de televisieserie opgesplitst als vijf seizoenen, verdeeld over drie boxsets: seizoen 1 en 2, seizoen 3 en 4 en seizoen 5.

## Vervolg en spin-off
Tussen 1993 en 1994 kwam het vervolg Saved by the Bell: The College Years bestaande uit 19 afleveringen en de televisiefilm Saved by the Bell: Wedding in Las Vegas (1994), die diende als de afsluiting van de reeks.
Ook verscheen de spin-off Saved by the Bell: The New Class (1993-2000). Aan Saved by the Bell ging de serie Good Morning, Miss Bliss (1988-1989) vooraf, die in Nederland nooit is uitgezonden. Deze werd later bij herhalingen hernoemd tot Saved by the Bell: The Junior High Years.

## Trivia
- Mark-Paul Gosselaar, de acteur die Zack Morris speelde, heeft een Nederlandse vader en een Indisch-Nederlandse moeder.
- De foto op de dvd-box van het vijfde seizoen van The Original Series leidde bij de liefhebbers tot gefronste wenkbrauwen. Actrice Elizabeth Berkley stond er niet op terwijl Tiffany Amber Thiessen er wel op stond. Berkleys hoofd was vervangen door het hoofd van Leanna Creel, die in de tweede helft van seizoen 4 (dvd-uitgave seizoen 5) Tori speelt. Na veel klachten en een onlinepetitie onder fans werd de verpakking uiteindelijk veranderd, waardoor sindsdien Elizabeth Berkley en Leanna Creel zijn afgebeeld.